# یوزف ورلی
یوزف ورلی (آلمانی: Josef Wehrli؛ زادهٔ ۳ دسامبر ۱۹۵۴) دوچرخه‌سوار اهل سوئیس است.